# 島原美少年録
『島原美少年録』（しまばらびしょうねんろく）は、1927年（昭和2年）に日本で製作・公開されたサイレント映画である。松竹蒲田撮影所製作、松竹キネマ配給。

## スタッフ
- 監督 : 斎藤寅次郎
- 脚本 : 野田高梧
- 原作 : 木村毅
- 撮影 : 武富善男

## キャスト
- 市川松之助
- 八雲恵美子